# Schloss Dippach

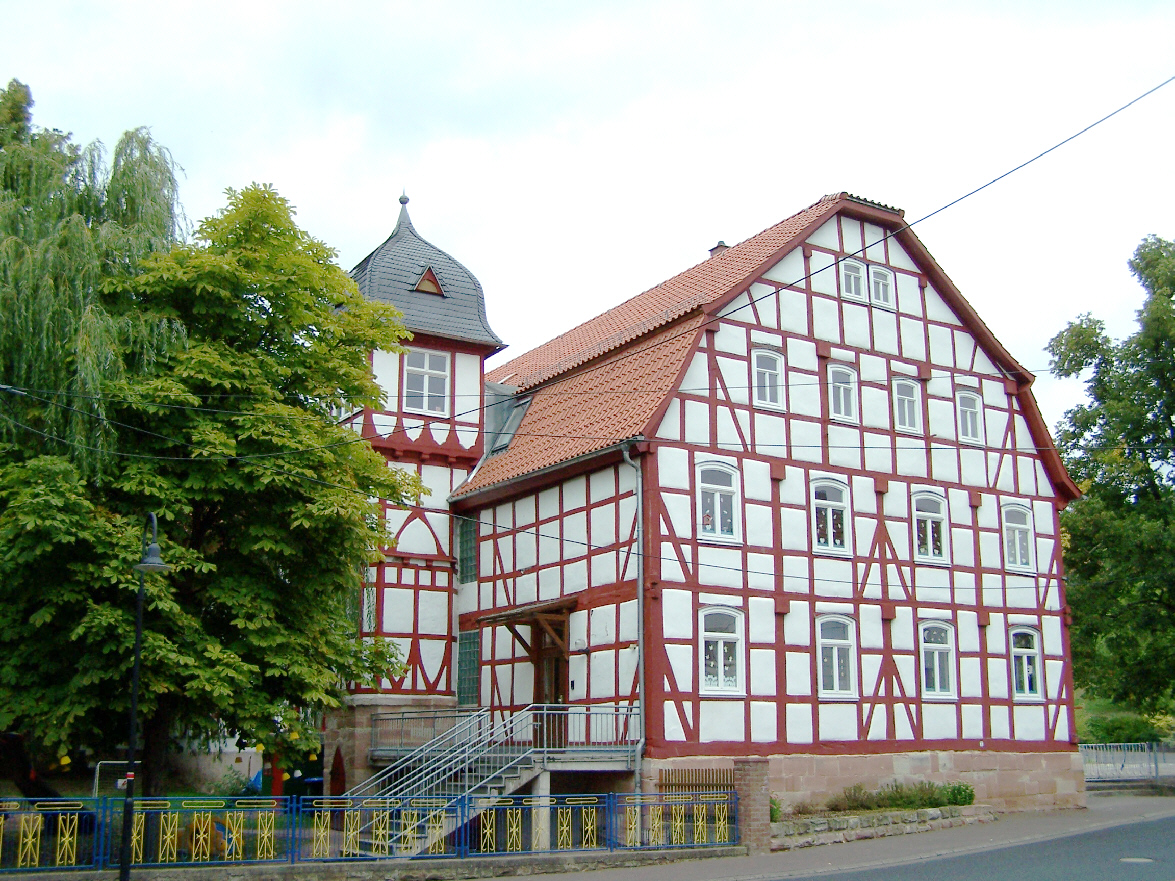
Hauptansicht (2009)

Das Dippacher Schloss ist ein Baudenkmal im Ortsteil Dippach der Stadt Werra-Suhl-Tal im Wartburgkreis in Thüringen und befindet sich am Schlossplatz im östlichen Teil der Ortslage, nahe der Kirche.

## Beschreibung
Das Schloss wurde als vierflügelige Hofanlage in fränkisch-thüringischer Fachwerkbauweise errichtet. Das heutige viergeschossige Hauptgebäude mit dem verschieferten, in den Hofraum ragenden Treppenturmanbau bildet den Rest der nach und nach abgebrochenen und zuletzt 1927 bei einem Brand beschädigten Gesamtanlage. Das Schloss wurde seit der DDR-Zeit als Gemeindeverwaltung und in öffentlicher Trägerschaft auch als Schule, Kindertagesstätte und Hort genutzt.
Die Gesamtanlage war ursprünglich von einer schützenden Umfassungsmauer gesichert, das Schloss deckte den Hauptzugang in das Dorf. Die Nebengebäude, Scheunen und Stallungen bekamen für den Gutsbetrieb erforderliche Funktionen, in geringer Entfernung zum Schloss befindet sich die Dorfkirche, welche noch einen Epithaphstein aus der Zeit der Boyneburgschen Patronatsfamilie zeigt. Im Innenhof befindet sich als schmückendes Detail der Fassade ein Familienwappen der Familie Vultejus.

## Geschichte

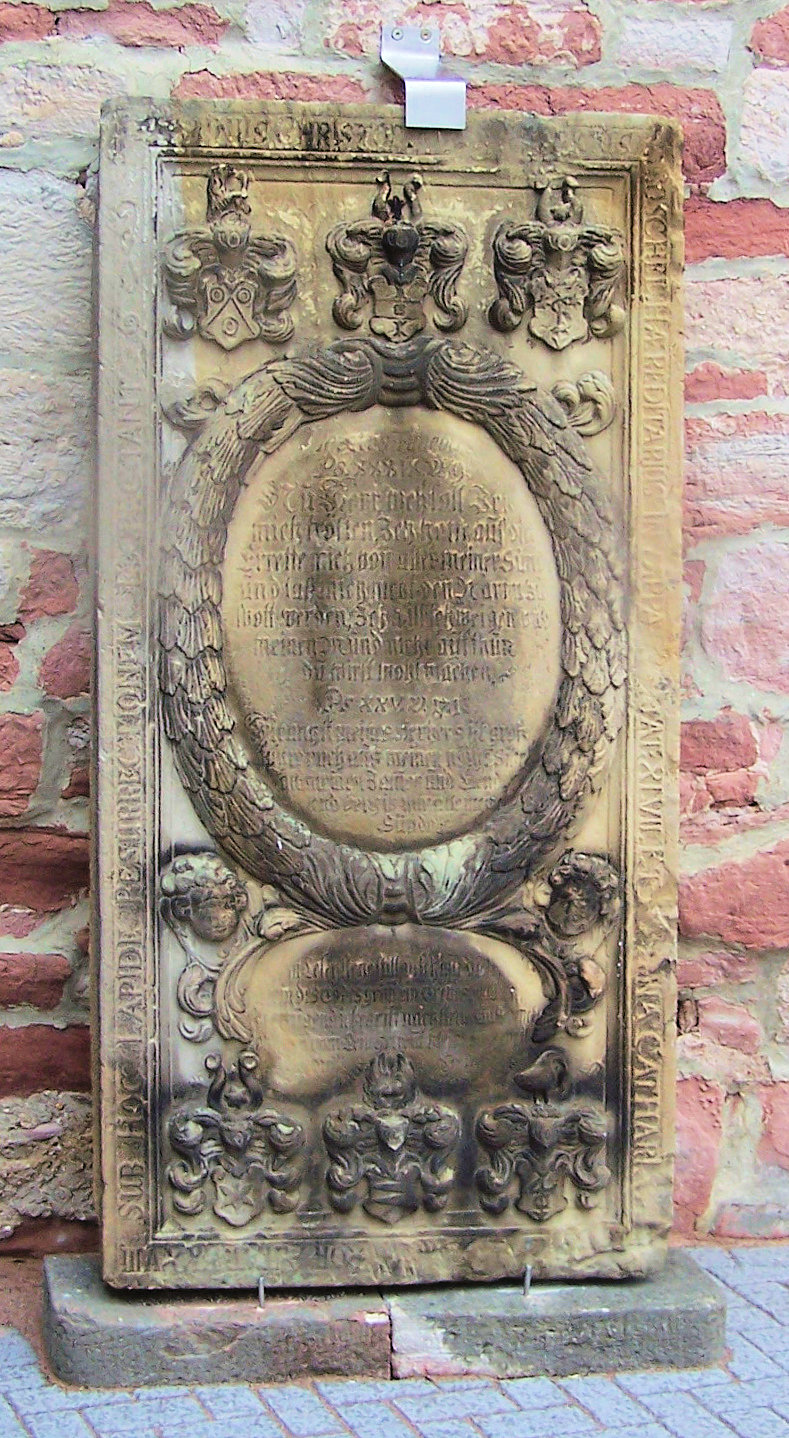
Ein gut erhaltenes Epitaph Christophs von Boyneburg mit mehreren Wappen schmückt das Hauptportal der Kirche

Die Geschichte des Schlosses ist eng mit der des Ortes verbandelt: 1226 gehörte Dippach zum Besitz der Ritter von Heisenbach, später den Herren von Linsingen. Im Bauernkrieg wurden die benachbarten Klöster Frauensee und Kreuzberg von den aufständischen Bauern des Werratals gestürmt, in der Folge stellte der Werrahaufen auch die Ortsadeligen vor die Wahl, sich ihnen anzuschließen, oder enteignet zu werden. Der Übermacht waren in dieser Zeit nur Städte wie Hersfeld oder Eisenach gewachsen.
Nach der Niederlage bei Frankenhausen hielt der hessische Landgraf Philipp I. auch über die Orte im Gerstunger und Vachaer Gebiet Gericht. Es kam zu hohen Strafbefehlen und auch der niedere Landadel musste seine Beteiligung am Bauernkrieg „bezahlen“. Ein Teil der verarmten Adelsfamilien kam so um ihren Besitz. Wie der reiche Bestand an schmucken Fachwerkhäusern in der historischen Ortslage belegt, brach noch im späten 16. Jahrhundert eine bessere Zeit an, in dieser Phase ist auch das heutige Schlossgebäude auf einem massiven Kellergeschoss aus heimischen roten Buntsandstein errichtet worden. Zwischen 1660 und 1715 erwarb es ein Zweig der Familie von Boyneburg, von dem es vor 1723 die Familie von Vultejus erwarb. Der Ort gehörte zunächst über Jahrhunderte zum Amt Hausbreitenbach, dann zum kurhessischen Amt Friedewald. Erst 1816 gelangte Dippach an das Großherzogtum Sachsen-Weimar-Eisenach.
Als Provisorium wurden 1914 Räume des Schlosses für die Schule genutzt. Ein Großbrand im Jahr 1927 zerstörte die Nebengebäude des Schlossgutes. Dieses wurde von 1930 bis 1933 zur Schule umgebaut. Seit Anfang der 1990er Jahre wurde auch die  Kindertagesstätte in einem Gebäudeteil untergebracht. Die letzte Sanierung am Schloss wurde im Jahr 2009 begonnen.